# ヨシフ・イヴァノフ
- ヨシフ・イワノフ

ヨシフ・イヴァノフ（Yossif Ivanov, 1986年7月18日 - ）は、ベルギーのヴァイオリン奏者。
アントウェルペンの音楽家の家に生まれた。5歳の頃からフランダース・フィルハーモニー管弦楽団（アントワープ交響楽団）のコンサートマスターだった父親にヴァイオリンの手解きを受け、ヴァイオリンを始めて6か月で父親の務めるオーケストラと共演して初舞台を踏んだ。また父親の伝手により、8歳からリューベックでザハール・ブロンに師事。さらに、ブリュッセルでイーゴリ・オイストラフ、ヴァレリー・オイストラフ、オーギュスタン・デュメイの各氏から薫陶を受けた。2000年のイェフディ・メニューイン国際ヴァイオリン・コンクールのジュニア部門で4位入賞、2003年モントリオール国際音楽コンクールで1位、2005年のエリザベート王妃国際音楽コンクールで2位入賞のそれぞれを果たした。2008年からブリュッセル音楽院で教鞭を執る。